# Академия инженерных наук им. А. М. Прохорова

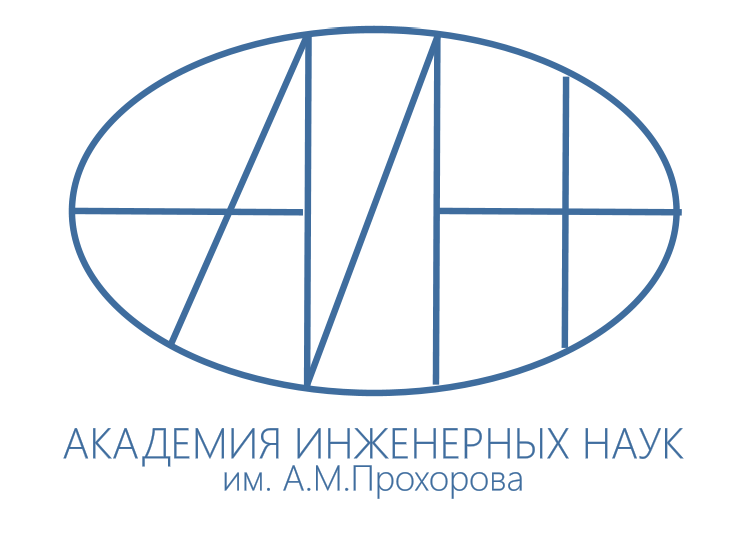
Логотип Академии инженерных наук им. А. М. Прохорова

Акаде́мия инжене́рных нау́к и́мени А. М. Про́хорова (АИН) — российская общественная научная организация, объединяющая учёных и специалистов в области инженерных и прикладных наук. Основана в 1991 году. Осуществляет научную, проектную и экспертную деятельность в различных технических направлениях, сотрудничает с промышленными и государственными структурами. Президентом АИН им. А. М. Прохорова является академик РАН Владимир Алексеевич Черепенин, Почётным Президентом — академик РАН Юрий Васильевич Гуляев. Действительными членами АИН являются известные учёные и инженеры Г. Я. Красников, В. Г. Лисиенко, В. И. Лысак.

## История
Академия была учреждена в 1991 году по инициативе группы российских учёных и инженеров. Основателем и первым президентом АИН стал академик Российской академии наук Александр Михайлович Прохоров — лауреат Нобелевской премии, Ленинской премии, Государственных премий СССР и РФ, дважды Герой Социалистического Труда. Он возглавлял Академию с момента её основания и до конца своей жизни. Важный вклад в создание и деятельность Академии внесли такие широко известные учёные, инженеры и государственные деятели, как В. В. Рыбин, А. В. Старовойтов, В. А. Горелик, А. И. Сухинов, В. П. Бурдаков, В. В. Осико, Е. М. Сухарев, Ю. В. Чугуй, В. Е. Фортов.

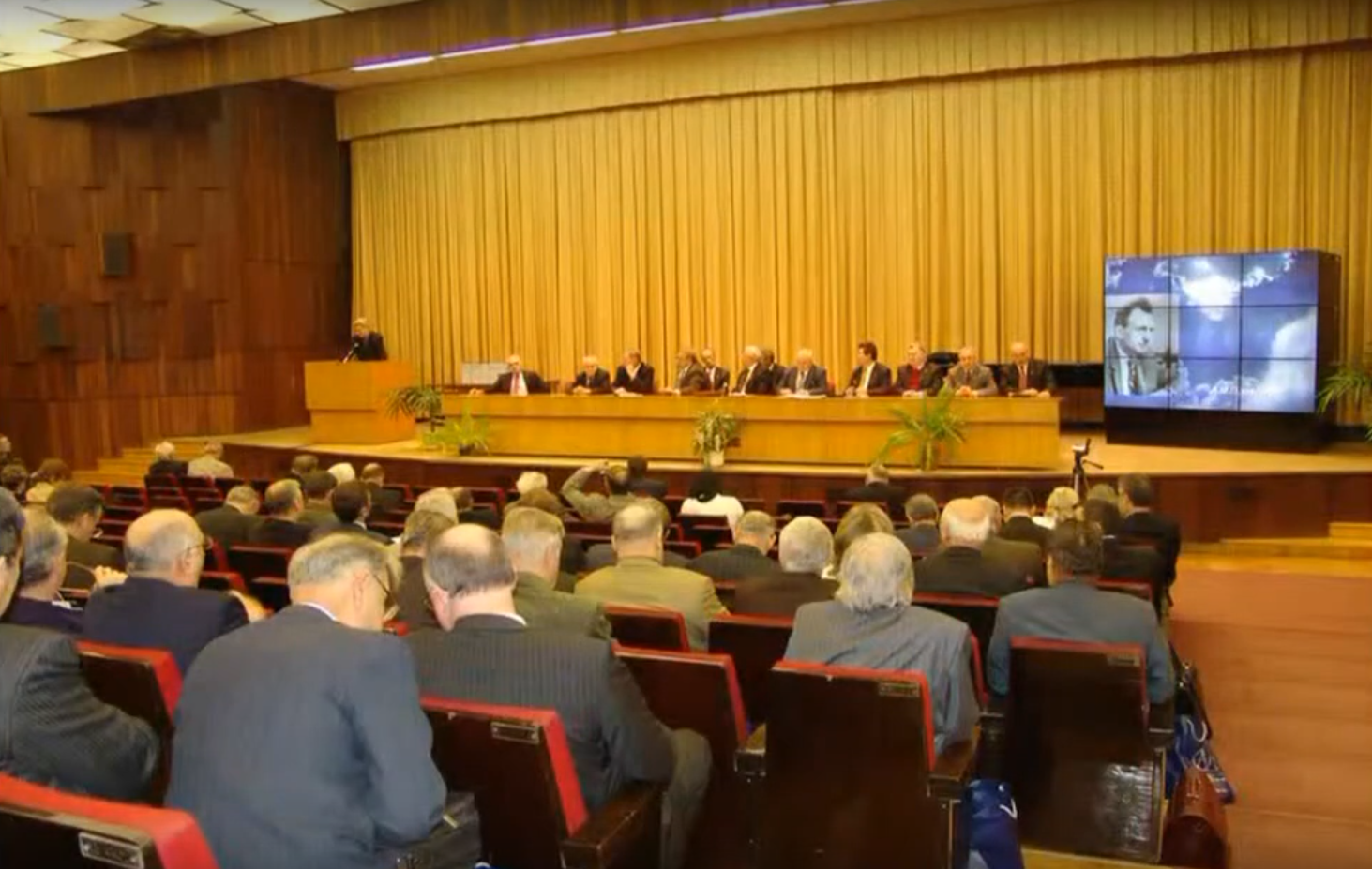
15-летие Академии инженерных наук им. А. М. Прохорова

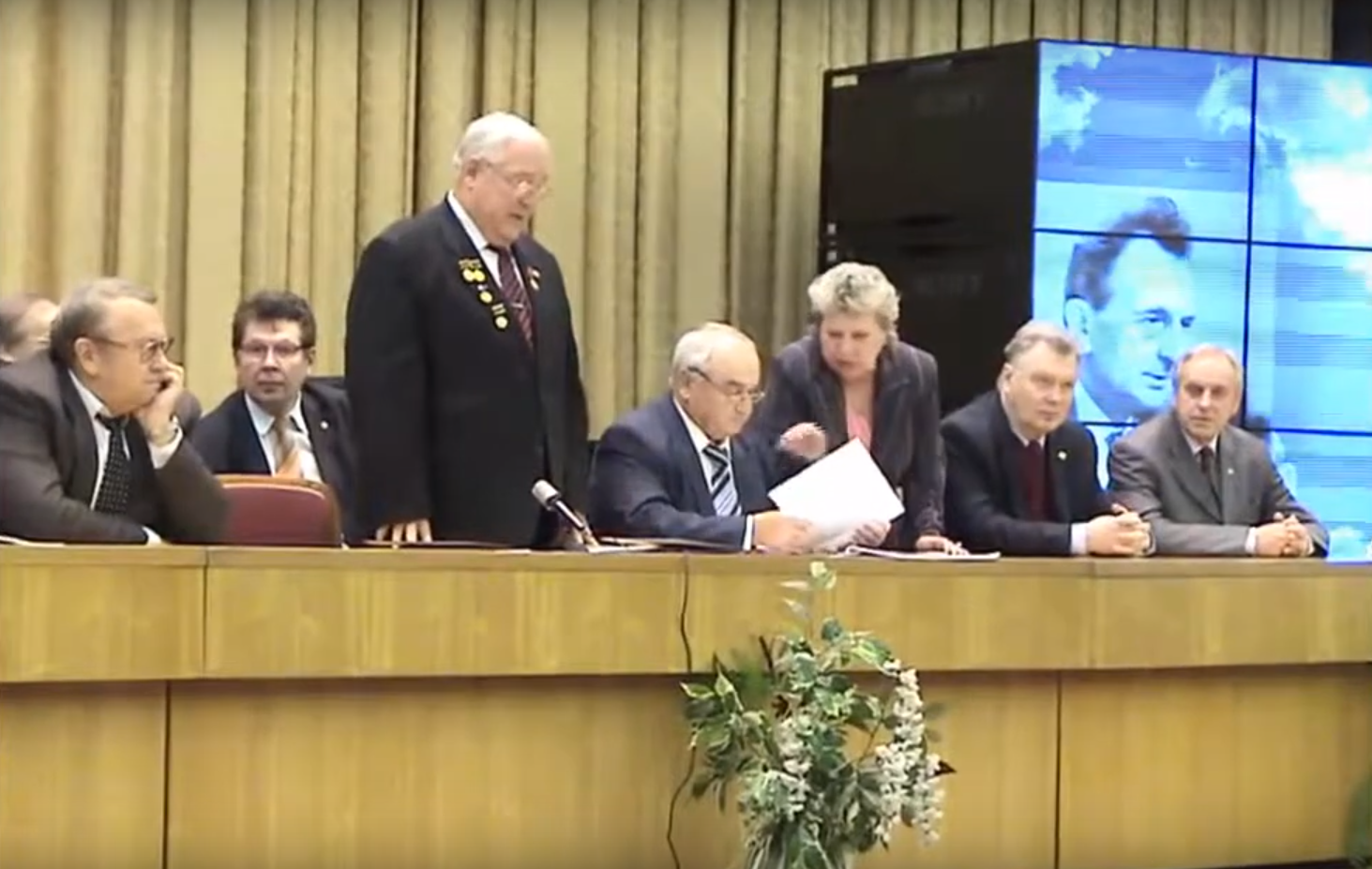
Гуляев Ю.В. и Старовойтов А.В в Президиуме АИН

## Структура
АИН объединяет представителей научного сообщества и промышленности, в том числе академиков и членов-корреспондентов РАН, а также руководителей и главных инженеров крупных предприятий. В состав Академии входят:
- 9 межрегиональных отделений;
- 50 региональных отделений в субъектах Российской Федерации;
- 17 специализированных научных отделений по направлениям:
  - физико-химия и технологии новых материалов;
  - лазерные технологии и оптоэлектроника;
  - микроэлектроника и энергоэффективность;
  - информационные технологии и радиотехника;
  - биотехнологии и устойчивое развитие;
  - автоматизация и проектирование;
  - приборостроение и диагностика;
  - энергетика;
  - химическая технология;
  - морская техника и инженерная океанология;
  - машиностроение и механика;
  - инженерная геология и гидротехника;
  - медицинская инженерия и др.

## Деятельность
Академия активно участвует в прикладных научных разработках. В 1990—2000-х годах АИН выполняла ряд научно-исследовательских и опытно-конструкторских работ по государственным заказам. Ведётся деятельность по трансферу технологий, управлению интеллектуальной собственностью и развитию промышленных проектов. Оказывается поддержка учёным, инженерам, ВУЗам, промышленным предприятиям, производственным компаниям, министерствам, стартапам.

## Конкурс «Инженер года»
С 2000 года АИН совместно с Российским союзом научных и инженерных общественных объединений проводит Всероссийский конкурс «Инженер года». Конкурс направлен на выявление и поощрение выдающихся инженеров, популяризацию инженерного труда и распространение лучших практик в профессиональной среде. Он проводится при поддержке органов государственной власти и получил признание профессионального сообщества.
Проведение конкурса осуществляется на основании распоряжений Правительства РФ от 22 января 2001 года № 77-р и от 10 октября 2002 года № 1428-р.

## Награды
Президиумом АИН учреждены следующие награды, которыми отмечаются выдающиеся разработки, российские и иностранные учёные и организации, индивидуальные и коллективные члены АИН:
- Премия имени академика А. М. Прохорова — присуждается по четырём номинациям за:
  - лучшую научно-техническую разработку в области инженерных наук
  - лучшую научно-техническую разработку в области инженерных наук, выполненную молодыми учёными
  - активное участие в работе по подготовке и переподготовке научно-технических кадров высшей квалификации (кандидатов и докторов наук) и научно-издательскую деятельность в области инженерных наук
  - активное участие в деятельности АИН и выдающийся вклад в развитие инженерных наук (только для членов и коллективных членов АИН)

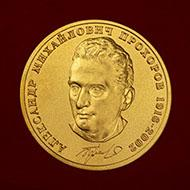
Медаль имени А.М. Прохорова

- Медаль имени А. М. Прохорова — награждаются:
  - российские учёные, внёсшие значительный вклад в развитие АИН
  - российские учёные, внёсшие крупный вклад в развитие инженерных наук
  - иностранные учёные, внёсшие крупный вклад в развитие инженерных наук
  - российские учёные — победители (призёры) конкурсов, проводимых в АИН

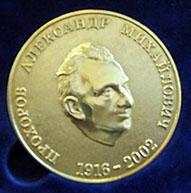
Настольная медаль имени А.М. Прохорова

- Настольная медаль имени А. М. Прохорова — награждаются:
  - коллективные члены АИН, внёсшие значительный вклад в развитие Академии
  - российские и зарубежные организации, внёсшие крупный вклад в развитие инженерных наук
  - российские и зарубежные организации, плодотворно сотрудничающие с АИН

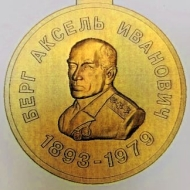
Медаль имени А.И. Берга

- Медаль имени А. И. Берга — награждаются:
  - члены АИН, внёсшие значительный вклад в деятельность академии и в развитие радиотехники, радиоэлектроники, информатики и связи
  - российские и зарубежные учёные, внёсшие крупный вклад в развитие инженерных наук и плодотворно сотрудничающие с АИН

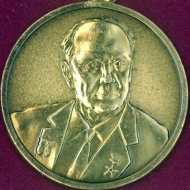
Медаль имени А.А. Расплетина

- Медаль имени А. А. Расплетина — награждаются:
  - российские учёные и инженеры, внёсшие значительный вклад в развитие и повышение обороноспособности страны

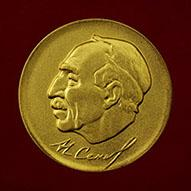
Медаль имени Н.Н. Семёнова

- Медаль имени Н. Н. Семёнова — награждаются:
  - члены АИН, внёсшие значительный вклад в деятельность академии
  - российские и зарубежные учёные и инженеры, внёсшие крупный вклад в развитие физико-химических наук, химических технологий, материалов и производства
  - российские учёные и инженеры — победители (призёры) конкурсов, проводимых в АИН

## Публикации
Академия Инженерных Наук им. А. М. Прохорова издавала следующие журналы:
- Известия Академии Инженерных Наук им. А. М. Прохорова, издательство «Научтехлитиздат», период выпуска: 2000—2016[6][7][8]

- Научно-технический журнал «Наука и технологии в промышленности», год основания: 1997, Доступные архивы: 01.2002 — 01.2013[9][10][11][12][13]

## Признание
Деятельность Академии и её вклад в развитие отечественной инженерной науки неоднократно отмечались на государственном уровне. Традиция ежегодного награждения лучших инженеров страны получила одобрение Правительства Российской Федерации, Государственной Думы, Совета Федерации и Президента Российской Федерации.